# Теремки
Теремки́ — історична місцевість, житловий масив міста Києва.
Розташовані на південно-західній околиці Києва — між Голосієвом, Феофанією і Жулянами. Поділяються на: житловий масив Теремки І (вздовж проспекту Академіка Глушкова — до Кібернетичного центру і вулиці Академіка Заболотного); житловий масив Теремки II (між Кільцевою дорогою, Жулянами і ставами біля витоків р. Борщагівки поблизу вулиці Професора Балінського, а також територією студентського містечка Київського національного університету імені Тараса Шевченка); приватну забудову (Чабанівська вулиця — за Кібернетичним центром), де збереглися будинки кінця XIX — початку XX століття.

## Географія

### Розташування й гідрографія
Теремки розташовані на південній околиці Києва. Територія належить до водозбірного басейну р. Борщагівка.

### Клімат
Клімат помірно континентальний. Середня максимальна температура повітря найспекотнішого місяця (липня) — +24,5°С. Середня мінімальна температура повітря найхолоднішого місяця (січня) —  -8,2 °С.
| Клімат Теремків                                                                                                  | Клімат Теремків | Клімат Теремків | Клімат Теремків | Клімат Теремків | Клімат Теремків | Клімат Теремків | Клімат Теремків | Клімат Теремків | Клімат Теремків | Клімат Теремків | Клімат Теремків | Клімат Теремків | Клімат Теремків | Клімат Теремків |
| Температура | Температура     | Температура     | Температура     | Температура     | Температура     | Температура     | Температура     | Температура     | Температура     | Температура     | Температура     | Температура     | Температура     | Температура     |
| Місяць | Січ             | Лют             | Бер             | Кві             | Тра             | Чер             | Лип             | Сер             | Вер             | Жов             | Лис             | Гру             |                 | Рік             |
| --- | --------------- | --------------- | --------------- | --------------- | --------------- | --------------- | --------------- | --------------- | --------------- | --------------- | --------------- | --------------- | --------------- | --------------- |
| Середня температура, °C                                                                                          | -5,6            | -4,2            | 0,7             | 8,7             | 15,2            | 18,2            | 19,3            | 18,6            | 13,9            | 8,1             | 2,1             | -2,3            |                 | 7,7             |
| Джерело: „Внесення змін до детального плану території району Теремки-III у Голосіївському районі м. Києва“, 2017 |                 |                 |                 |                 |                 |                 |                 |                 |                 |                 |                 |                 |                 |                 |

## Історія
Назва, ймовірно, походить від характеру давньої забудови — невеличких будиночків-теремків. Уперше місцевість згадано в Іпатіївському літописі 1198 року як урочище Теремец під Києвом у розділі за 1150 рік. Місцевий ґрунт — один з найкращих на всій Київщині. Без жодного сумніву, земля тут оброблялася споконвічно. 
У документах XVII–XX століть Теремки згадуються як власність Київських митрополитів. У господарських книгах є детальні описи конопляної плантації та господарства. 
Протягом середньовіччя володіння Теремками неодноразово змінювалося, переходячи то до Софійського монастиря, то до лаври. Між цими установами точилася справжня судова війна за землі Київщини включно з Теремками.
| Судовий спір 1771 року за землі Хотівської волості включно з фольварком Теремками |
|                                                                                   |

Століттями тут висаджували коноплю та виготовляли конопляну олію. Бізнес цей був доволі прибутковий.
1860 року Лаврентій Похилевич у своїх документах зазначив такі дані про хутір Теремки: 17 хат, 126 душ штатних служителів будинку митрополита. 
З 1867 — у власності київської міської влади, у той час Теремки мали також назву Софійська Дача.

Інститут кібернетики імені В. М. Глушкова НАН України у Кібцентрі, споруджений у 1974 році, Теремки-І

У післявоєнні роки тут був побудований надсучасний Інститут кібернетики. Подальша забудівля передбачала заселення мікрорайону співробітниками цього інституту. Ще за часів академіка Віктора Глушкова передбачалося будівництво гілки метро. Однак ці плани не були реалізовані через складні гідрогеологічні умови для подальшого будівництва тунелю після кінцевої станції "Либідської". Тільки в XXI столітті метро нарешті було побудоване.
Навколо Інституту кібернетики почали будуватися великі житлові масиви. Житловий масив Теремки-І вздовж Теремківської вулиці (Кібцентр) збудований протягом 1975 — 1990 років; вздовж проспекту Академіка Глушкова у 1984 — 1990. Масив Теремки-II збудований у 1979 — 1981 роках. 
З початку 2000-х будується мікрорайон Ліко-Град поруч з житловим масивом Теремки II. З 2004 року відбувається планування та будівництво нового мікрорайону Теремки-III площею 272 га, який буде обмежений з південного сходу проспектом Академіка Глушкова; з північного сходу — вул. Кільцева дорога і межує з Києво-Святошинським р-ном.

### Будинок митрополита
Заміська резиденція митрополита була побудована митрополитом Євгенієм для літнього перебування. У будинку була домова церква в ім'я Святого Духа, поруч сади, пасіка на 200 вуликів та відмінне господарство. За описом будинку митрополита в 1860 році, тут було 36 волів, 12 корів, 12 коней та велика кількість господарського устаткування. 

### Історична галерея

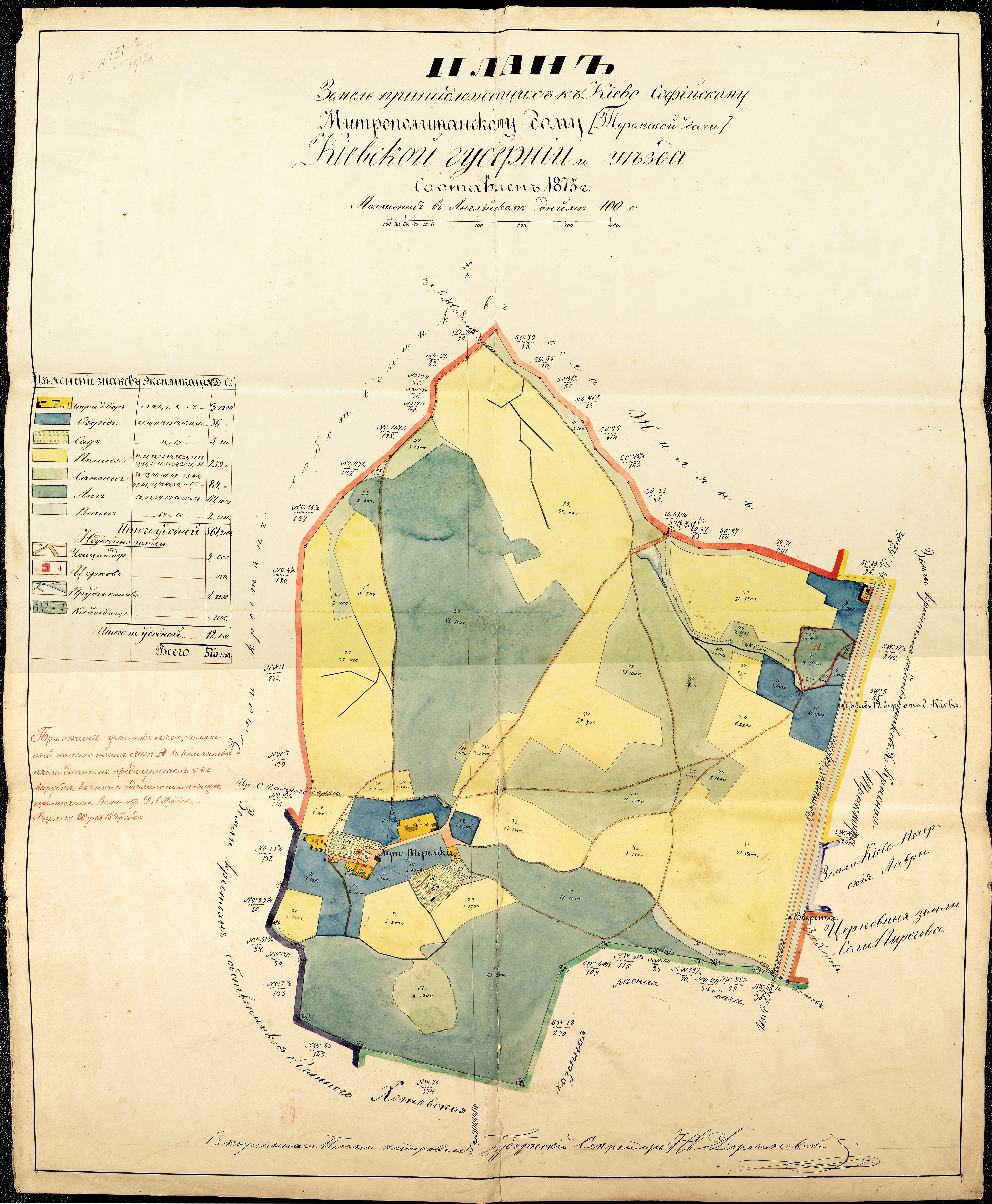
підпис = Мапа Теремків 1873 року
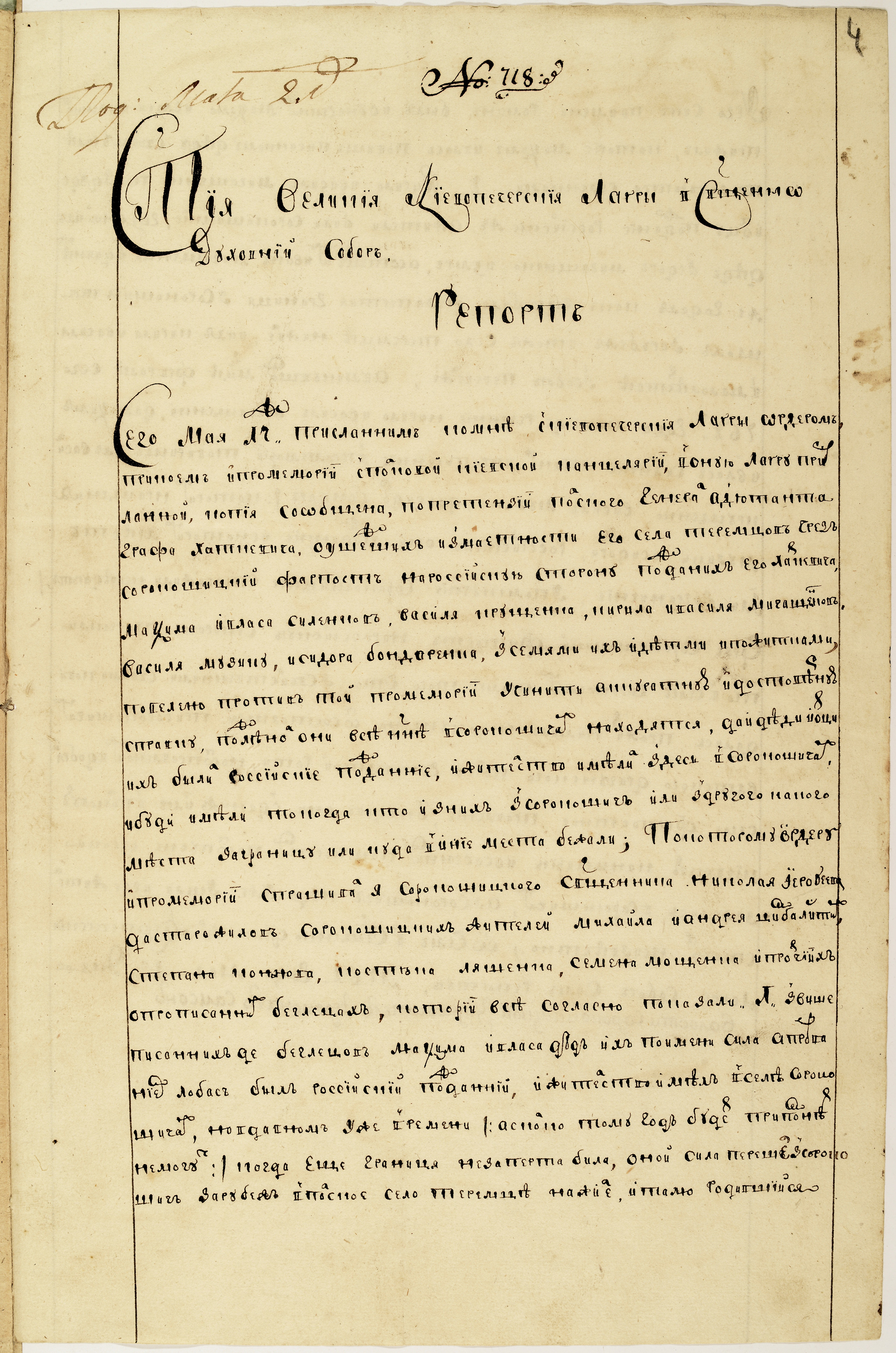
Пошук біглих селян на хуторі Теремки в 1762 році
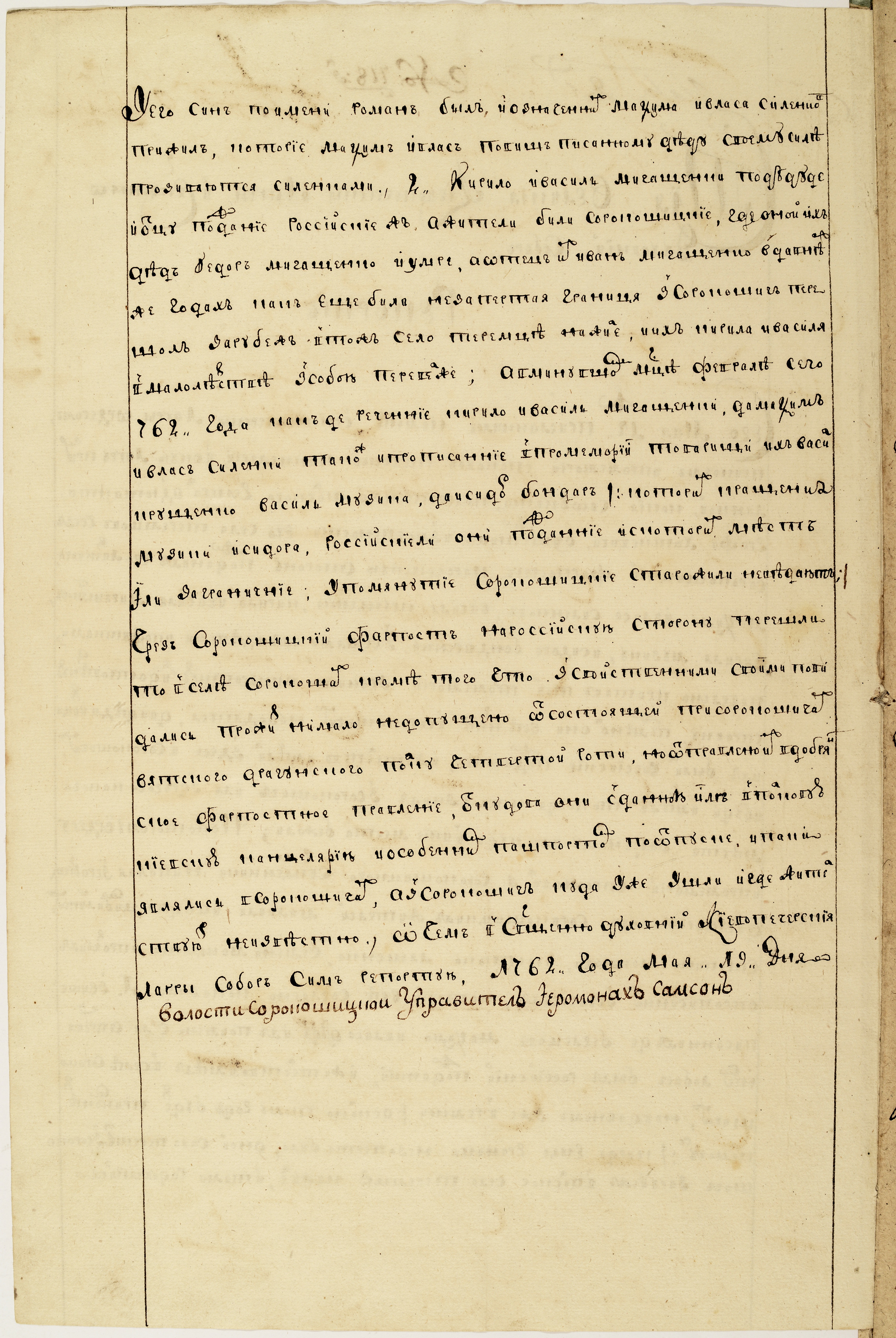
Пошук біглих селян на хуторі Теремки в 1762 році
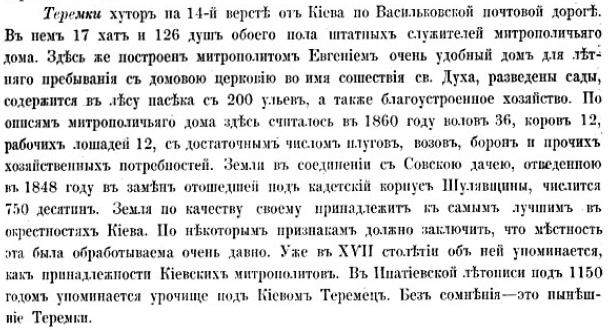
Опис Теремків у книзі: Лаврентий Похилевич "Сказание о населенных местностях Киевской губернии", 1864.
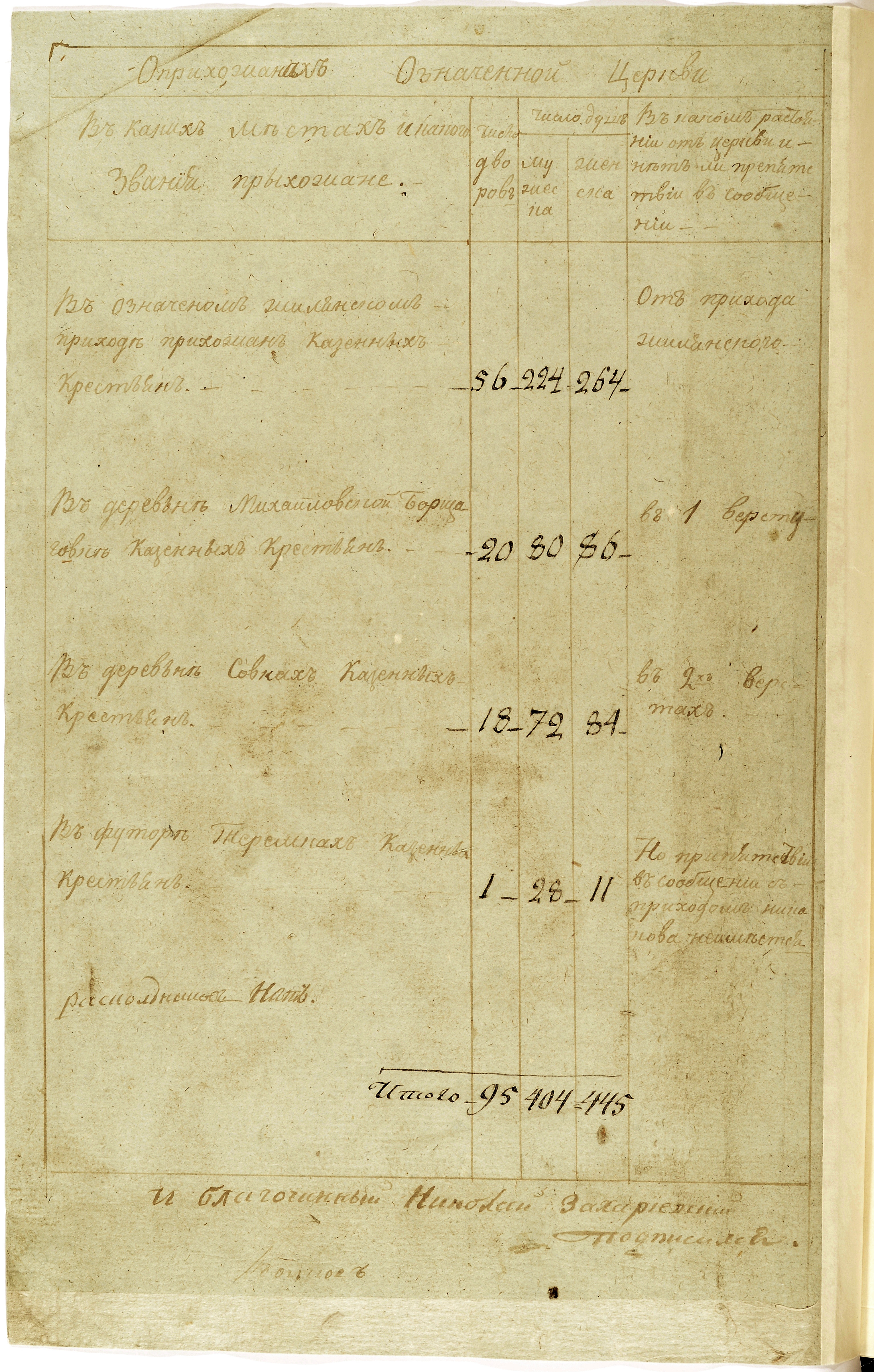
Клірова відомість Жилянської церкви 1829 року із зазначенням хутору Теремки

## Забудова
Масив Теремки-І вирізняє безперервність житлової структури, оригінальність, неповторність і своєрідність об'ємно-просторової композиції, єдиний архітектурний ансамбль забудови та каскадний принцип формування різноповерхової структури. Це забезпечується усього двома, проте величезними комплексами споруд, що складаються зі з'єднаних в одне ціле будинків-секцій. Найбільший з них (вул. Академіка Заболотного, 2–122) збудований у 1987—1990 роках, це найдовший такий комплекс у Києві і складається з 61 секцій серії КТ (будинки № 2—122).

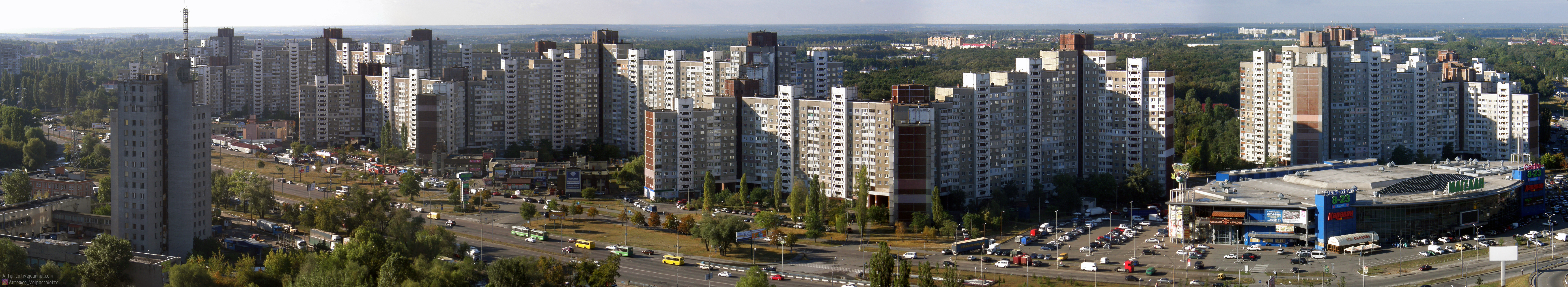
Найдовші житлові споруди Києва

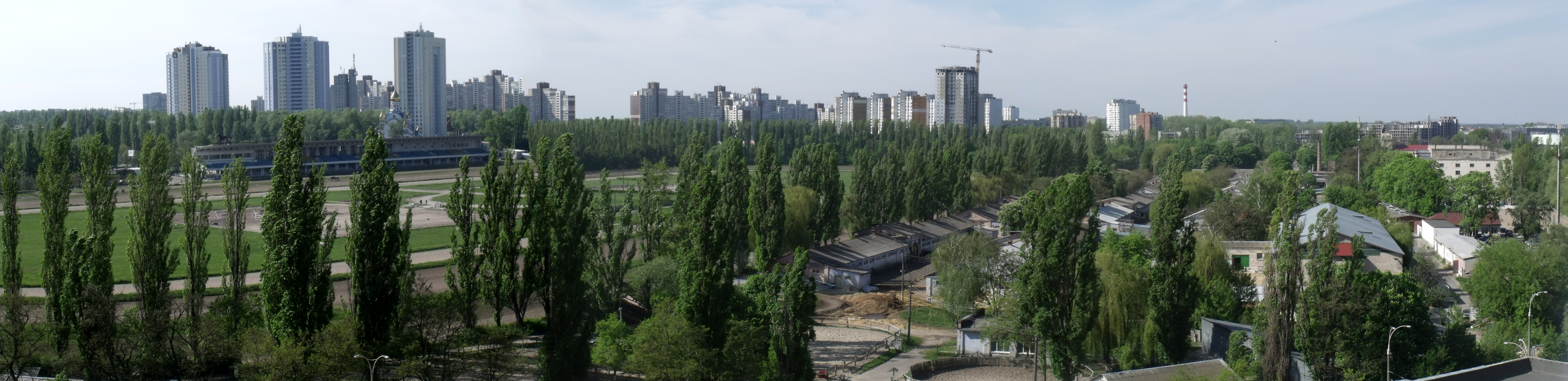
Центральний іподром України, праворуч — стайні іподрому (на масиві Теремки-II), на задньому плані — житловий масив Теремки-І, (фото 2016 р.)

На Теремках розташовані Київський іподром, збудований у 1969 р., Льодовий стадіон, збудований у 1975 р., а також поруч з місцевістю розташований Національний Експоцентр України (колишня ВДНГ — виставка досягнень народного господарства, збудована 1958 р.).
Тут є також 2 станції Київського метрополітену: «Іподром» та «Теремки».
До житлового масиву Теремки-І примикає невеликий ліс, який має назву «урочище Теремки» (тягнеться в сторону с. Новосілки), що був посаджений ще за ініціативою митрополита Петра Могили.

### Церкви
Біля ставків поблизу витоків р. Борщагівки (Теремки-II) в невеличкому парку збудовані дві церкви: Церква святих мучеників Бориса і Гліба (вул. Героїв Маріуполя, 2) та Свято-Преображенський собор (обидві належать ПЦУ). Останній збудований у 2005–2007 як друга, більш простора, споруда комплексу храму Бориса і Гліба. Чудовий внутрішній вівтар був намальований отцем Юрієм Бойком. З 2007 до 2010 собор належав УАПЦ, однак у 2010 році після приходу до влади Віктора Януковича Ігор Лисов (підприємець, за кошти якого будувався собор) вступив до Партії регіонів і одразу ж передав щойно збудований храм до Московського патріархату, що викликало велике обурення серед суспільства. З 15 грудня 2018 року належить до Православної церкви України.
Також поряд, на території поліклініки №2, діє храм святителя Савви Сербського (вул. Героїв Маріуполя, 6).
У мікрорайоні Теремки-І є православна церква Введення в храм Пресвятої Богородиці (проспект Академіка Глушкова, 17а) та храм євангельських християн баптистів (проспект Академіка Глушкова, 43а).
Між мікрорайонами Теремки-І та Теремки-II також є православна церква Різдва Пресвятої Богородиці (проспект Академіка Глушкова, 11а).

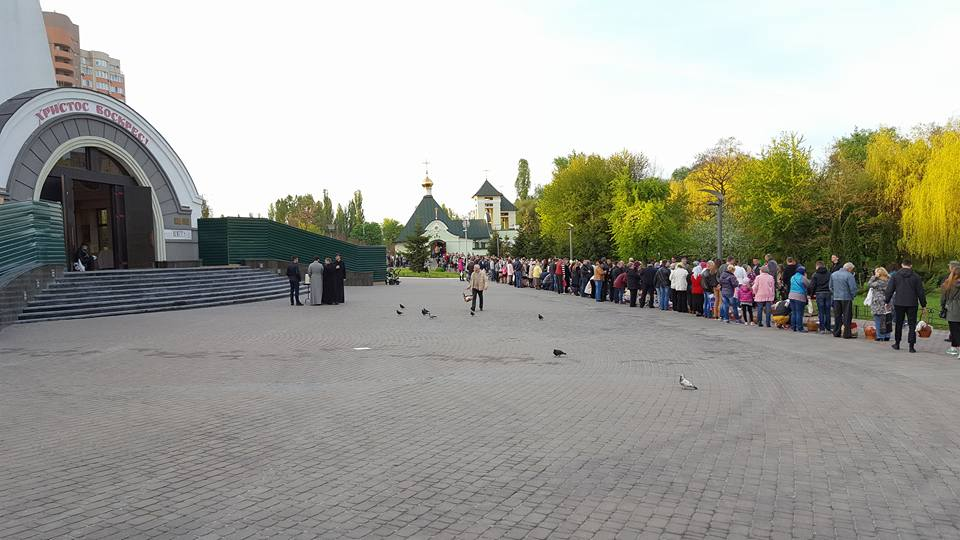
Черга до церкви Бориса та Гліба на Пасху 2016 праворуч і Свято-Преображенський собор ліворуч
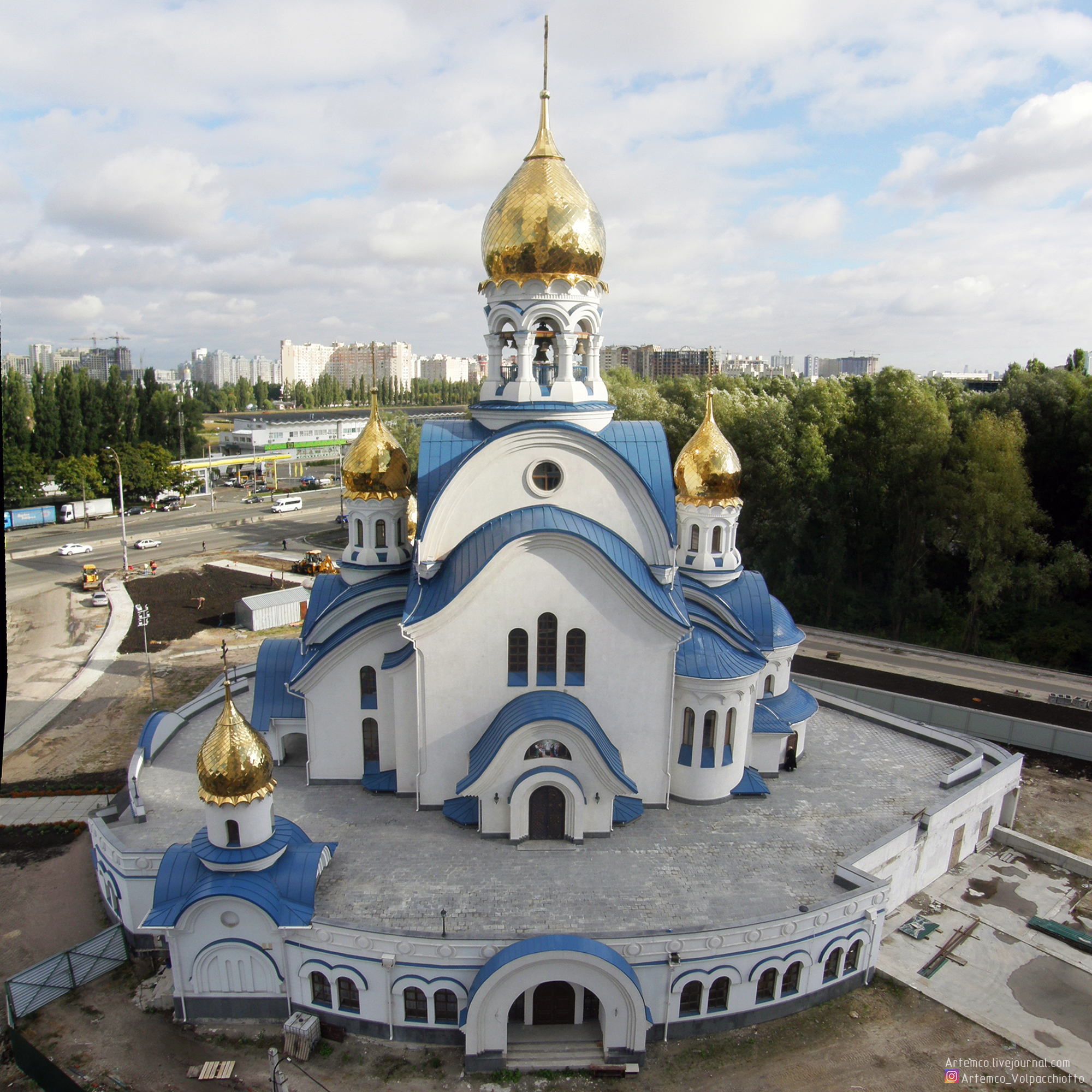
церква Різдва Пресвятої Богородиці

### Торгові та розважальні центри

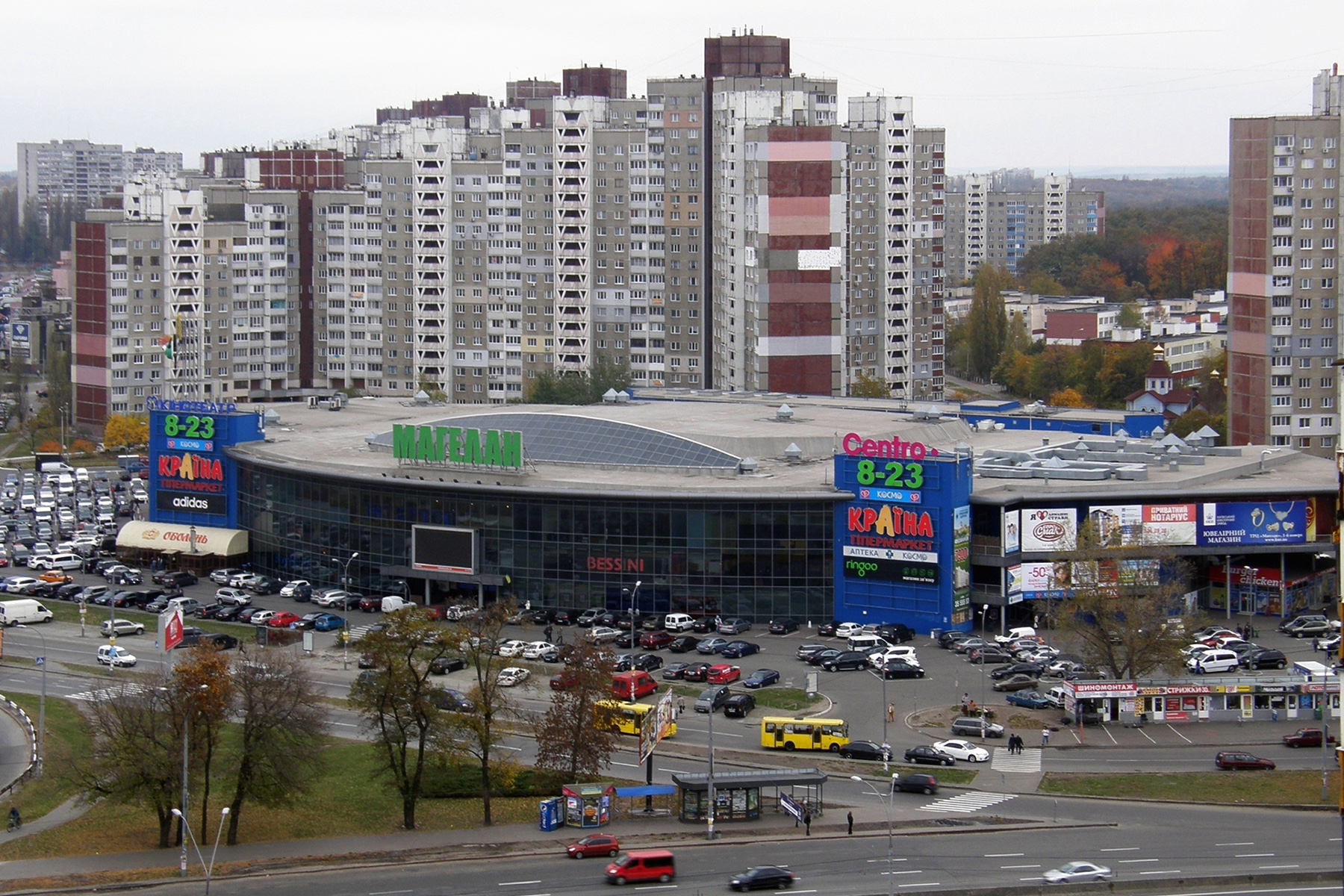
ТРЦ «Магелан»

- ТРЦ Магелан, вул. Академіка Глушкова, 13-б
- ТРЦ Республіка, Кільцева дорога, 1
- Будівельно-господарський гіпермаркет «Епіцентр К», Кільцева дорога, 1-б
- METRO Cash & Carry, Кільцева дорога, 1-В